# SEDES - Associação para o Desenvolvimento Económico e Social
A Associação para o Desenvolvimento Económico e Social MHIH • MHL • MHM (SEDES) é uma associação cívica criada a 4 de Dezembro de 1970. Contemporânea da chamada Primavera Marcelista, foi fundada por um grupo de pessoas, com diferentes ocupações sociais, dedicados à militância cívica e ao associativismo. Os valores da SEDES são o humanismo, o desenvolvimento sociocultural e a democracia.
Todos os governos da III República Portuguesa, contaram com associados da SEDES. Entre os promotores e dirigentes estão João Salgueiro, Magalhães Mota, Francisco Sá Carneiro, Rui Machete, José Vera Jardim, Manuela Silva, Jorge Sá Borges, Mário Murteira, Torres Campos, Vítor Constâncio, Sousa Gomes, Rui Vilar, Nandim de Carvalho, Marcelo Rebelo de Sousa e António Guterres.

## Sócios Fundadores
Lista de sócios fundadores do SEDES:
- José Pinto Correia
- Carlos Fernandes de Almeida
- António Sousa Gomes
- Manuel Valério Belchior
- Manuel Cabeçadas Ferreira
- António Rodrigues
- Miguel Caetano
- Joaquim Lourenço
- João Salgueiro
- Maria Bastos Monteiro
- Eugénio Sequeira
- Joaquim Saraiva da Mota
- António Alçada Baptista
- José Rodrigues
- Rui Machete
- António Mardel Correia
- Sarsfield Cabral
- Joaquim Aguiar
- Jorge Correia da Cunha
- Manuel Estevão
- Alfredo Sousa
- Maria Pimenta
- Henrique Reynolds de Sousa
- José Sousa
- Jorge Miranda
- Gonçalo Monteiro
- Mário Lopes
- Fernando Sampaio Melo
- Júlio Castro Caldas
- Cruz Jardim
- António Antunes
- José Vieira
- Cláudio Teixeira
- José Robin de Andrade
- Maria Lopes
- Adérito Sedas Nunes
- José Roquette
- Miguel Ascensão
- José Barrocas
- Jorge Horta Alves
- João David Pinto Correia
- João Nascimento Baptista
- Joana Barros Baptista
- Maria Monteiro Gomes
- Vitor Constâncio
- Paulo Sendim
- Alberto Regueira
- João Cravinho
- Sebastião Carvalho
- Valentim Xavier Pintado
- Emílio Durão
- Mário Bruxelas
- Mário Murteira
- Júlio Neves
- Alberto Alarcão e Silva
- Teodoro Sousa Pedro
- José Torres Campos
- Artur Ravara
- Jorge Braga
- Joaquim Macedo Correia
- Joaquim Correia da Silva
- Duarte Simões
- José Prostes da Fonseca
- João Forte
- Diogo Lino Pimentel
- Manuel Almeida
- José Brandão de Brito
- Américo Ramalho
- Mariano Calado Mateus
- Dulcinio Caiano Pereira
- José Theodoro Jesus da Silva
- Flávio Henrique Vara
- João Batalha de Oliveira
- José Sá Correia
- Luis Ferreira
- José Fernandes
- Amilcar Mateus
- Alfredo Morgado
- Manuel Alpiarça
- Orlando Santos
- Maria Rosa
- Manuel Marinho Antunes
- Maria Zulmira Miller Guerra
- Maria Martins Portas
- António Leite Garcia
- Gonçalo Ribeiro Teles
- Henrique Santa Clara Gomes
- Rogério Fernandes
- Maria Silva
- Rui de Moura Belo
- Hélder Costa Antunes
- Emílio Rui Vilar
- António Cortez de Lobão
- José Correia da Cunha
- Hernâni Peleteiro
- Diogo Duarte
- Carlos Filipe
- João Damasceno Botequilha
- Luis Marques do Carmo
- Eduardo Cardoso
- Alfredo Bruto da Costa
- José Antunes Barradas
- Maria Sales Henriques
- Maria Lomelino
- Manuel Bagulho
- Maria Bagulho
- Maria Pereira
- José Luis d’orei
- Afonso Moura Guedes
- Maria Moura Guedes
- Maria Umbelino
- José Luis
- António Belchior
- Mário Campos Pinto
- Mário Lopes Pinto
- José Félix
- Jardim Gonçalves
- João Oliveira e Sousa
- Eduardo Martins da Silva
- Amândio de Azevedo
- Manuel Gonçalves
- Francisco Queiroz
- Martinho Silva
- José Cortez
- Manuel Pinto Rocha
- Carlos Fernandes
- João Taborda Barreto
- António Fontes
- Carlos Eugénio
- Sílvio Correia de Matos
- Roberto Leão
- António Vasconcelos
- Jorge Sá Borges
- Rui Silva Cunha
- Luis Vasco Nogueira Prista
- Carlos Carvalho Dias
- António Silva Costa
- José Castro Correia
- Levi Guerra
- Daniel Serrão
- Fernando Videira
- José Tello Rasquilha
- Joaquim Trindade
- Bráulio Pereira
- Flaviano Cortes
- Maria Neves de Sousa

## Distinções
- A  17 de Outubro de 1995 foi feita Membro Honorário da Ordem do Infante D. Henrique.[4]
- A 25 de Abril de 2004 foi feita Membro Honorário da Ordem da Liberdade.[4]
- A 4 de Dezembro de 2020 foi feita Membro Honorário da Ordem do Mérito, por ocasião do seu 50.º Aniversário.[4]

## Ligações Externas
- Sítio Oficial da Sedes